# Helmut Weihrauch
Helmut Weihrauch (* 8. November 1922 in Freital; † 20. November 2006) war ein deutscher Politiker (SED). Er war Stellvertreter des Ministers für Elektrotechnik und Elektronik bzw. Wissenschaft und Technik der DDR.

## Leben
Weihrauch, Sohn eines Modelltischlers, studierte an einer Ingenieurschule, für die er neben der Elektromechanikerlehre im Fernunterricht die erforderliche Reife erworben hatte. Ab 1941 leistete er Kriegsdienst als Soldat an der Ostfront und geriet 1943 in sowjetische Kriegsgefangenschaft. Beim Wiederaufbau von Stalingrad verrichtete er ingenieurtechnische Arbeiten.
1947 kehrte er nach Deutschland zurück, wurde Mitglied der Sozialistischen Einheitspartei Deutschlands (SED) und mit wichtigen Aufgaben im Nachrichtenwesen betraut. Von 1951 bis 1960 absolvierte er ein Fernstudium der Hochfrequenztechnik an der TH Dresden. Ab 1954 arbeitete er im Apparat des ZK der SED und wurde im Januar 1958 als Leiter der Dezimeter-Nachrichtenanlage des ZK bestätigt. Als solcher war er maßgeblich am Aufbau der Richtfunkverbindungen der SED beteiligt. 
Von Dezember 1966 bis 1973 fungierte er als stellvertretender Minister für Elektrotechnik und Elektronik und von April 1973 bis Juli 1976 als stellvertretender Minister für Wissenschaft und Technik der DDR.
Er arbeitete anschließend als Dozent und Leiter der Arbeitsgruppe Informationsverarbeitung des Bereiches Medizin (Charité) der Humboldt-Universität zu Berlin. Im September 1985 wurde er zum Direktor des neugegründeten Instituts für Medizinische Informatik und Biomathematik am Bereich Medizin (Charité) der Humboldt-Universität zu Berlin ernannt.
Weihrauch starb im Alter von 84 Jahren.

## Auszeichnungen
- Verdienstmedaille der DDR
- 1964 Vaterländischer Verdienstorden in Bronze und 1976 in Silber

## Schriften
- Kybernetik in der Organisations- und Leitungspraxis, Dietz Verlag, Berlin 1967.